# Cassa Hotel & Residences
Cassa Hotel & Residences ist ein 157 Meter hoher Hotel- und Wohnwolkenkratzer in Manhattan in New York City.

## Beschreibung
Der Wolkenkratzer befindet sich in Midtown Manhattan an der Südseite der West 45th Street zwischen der Fifth und Sixth Avenue (Avenue of the Americas). Das nah an der Sixth Avenue stehende Gebäude ist von zahlreichen Bürohochhäusern umgeben, darunter den 366 Meter hohen Bank of America Tower, den 211 m hohen Americas Tower und den 1166 Avenue of the Americas (183 m). Zwei Blocks südlich liegen der Bryant Park und die New York Public Library.
Der Wohn- und Hotelturm wurde von TEN Arquitectos unter der Leitung des mexikanischen Architekten Enrique Norten in Zusammenarbeit mit der amerikanischen Designfirma CetraRuddy im Auftrag des Bauherren Assa Properties entworfen. Er ist 157 Meter (515 Fuß) hoch und hat 48 Etagen. Der schlanke Turm hat eine weiße Fassade, ein obeliskenartiges Design und kaskadenartige Fenster. Das von der Viceroy Hotel Group betriebene luxuriöse Boutique-Hotel „Cassa“ erstreckt sich mit seinen 165 Zimmern von der zweiten bis zur 27. Etage, von der 28. bis zur 48. Etage sind 57 luxuriöse Eigentumswohnungen untergebracht. Im Gebäude befinden sich für Bewohner und Gäste unter anderem ein Fitnesscenter, ein Swimmingpool, ein privater Garten und das Restaurant „Butter“. Bauherr Assa Properties verkaufte das Hotel „Cassa“ im Februar 2012 an die chinesische HNA Property Holding Group.